# Ostmark (Schiff, 1936)
Die Ostmark war ein für die Lufthansa gebautes Katapultschiff, das in deren südatlantischem Luftpostverkehr vor dem Zweiten Weltkrieg als schwimmende Basis für Flugboote diente.

## Vorgeschichte
Seit 1934 benutzte die Lufthansa die beiden zu diesem Zweck umgebauten ehemaligen Frachtschiffe Westfalen und Schwabenland als schwimmende Stützpunkte für die Flugboote ihres zwischen Südamerika, Europa und Afrika verkehrenden Luftpostdienstes. Beide Schiffe waren mit einem Katapult ausgerüstet. Am Heck hatten sie eine Rampe, über die ein durch Streben versteiftes Segeltuch als Schleppsegel ausgebracht und wieder eingeholt werden konnte. Je eins der Schiffe wurde in Bathurst (heute Banjul) in Britisch-Gambia und in Natal in Brasilien stationiert. Von Bathurst lief das Schiff meist mit einer Dornier Wal an Bord 650 km südwestlich in den Atlantik, um dann die Maschine durch das Katapult zu starten. Der Flug ging dann bis Fernando de Noronha, bei sehr guten Bedingungen bis Natal. Das Schiff auf der Südamerika-Station stand meist mit einer Dornier Wal an Bord bei Fernando de Noronha vor der brasilianischen Küste. Eine Dornier Wal startete mit der Post in Natal zum Schiff bei Fernando de Noronha und wurde dort von dem Schleppsegel mit einem Kran an Deck gehoben. Oft marschierte das Katapultschiff dann noch weiter in den Atlantik, damit das Ziel Bathurst sicher in der Reichweite der eingesetzten Maschine lag. In der Regel startete dann die bereits an Bord befindliche Dornier Wal mit der umgeladenen Post, teilweise auch die aus Natal angekommene Dornier Wal.
Die 10-Tonnen-Flugboote vom Typ Dornier Wal oder ab 1937 auch Do 18 wurden vom Dampfkatapult der Schiffe innerhalb von Sekunden auf 150 km/h beschleunigt.
Auf Grund der Erfahrungen mit diesen umgebauten Schiffen beschloss die Lufthansa schon bald, speziell für diese Aufgabe konstruierte Katapultschiffe bauen zu lassen. Das erste dieser Schiffe war die Ostmark.

## Bau und Technische Daten

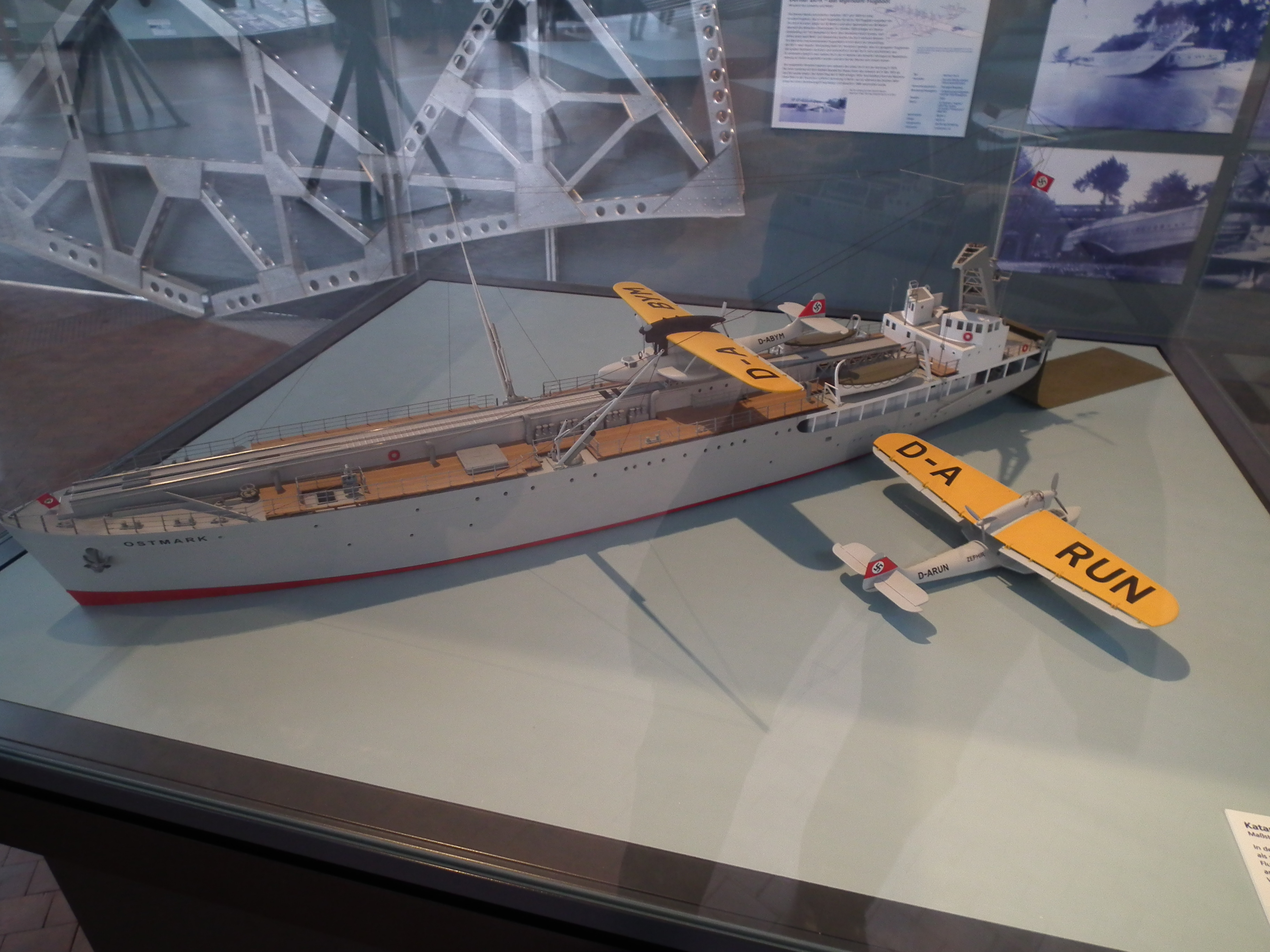
Modell der Ostmark

Das Schiff lief am 15. April 1936 bei den Howaldtswerken in Kiel vom Stapel und wurde bereits am 16. Mai 1936 ausgeliefert.  Es war 79,8 m lang und 11,25 m breit, hatte 4,72 m Tiefgang, und war mit 1280 BRT vermessen. Die Maschinenanlage bestand aus zwei MAN 10-Zylinder-Dieselmotoren, die der Ostmark 2000 PS und eine Geschwindigkeit von 13,5 Knoten verliehen.  Der Treibstoffvorrat von 235 Tonnen Öl ergab einen Aktionsradius von 9800 Seemeilen bei 13 Knoten Marschgeschwindigkeit. Das Schiff war mit einem Kran der Hamburger Kranfirma Kampnagel mit 15 Tonnen Hebekraft und einem von Krupp gebauten 41,5 m langen 15-Tonnen-Katapult des Typs Heinkel K-9 ausgestattet, das über das gesamte Mittel- und Vorschiff reichte. Dahinter befanden sich eine 20 m lange Flugzeugstellfläche und eine Drehscheibe von 6 m Durchmesser. Rechts und links befanden sich zwei seitlich abklappbare Signalmasten. Das am Heck ausbringbare Schleppsegel der Firma Friedrich Beilken aus Vegesack wurde selten benutzt.  Das Schiff hatte 11 Tanks für Flugzeugbenzin, jeder mit 17.000 Litern Fassungsvermögen.  Die Besatzung bestand aus 29 Mann plus 18 Mann Flugzeugbesatzung.

## Postdienst

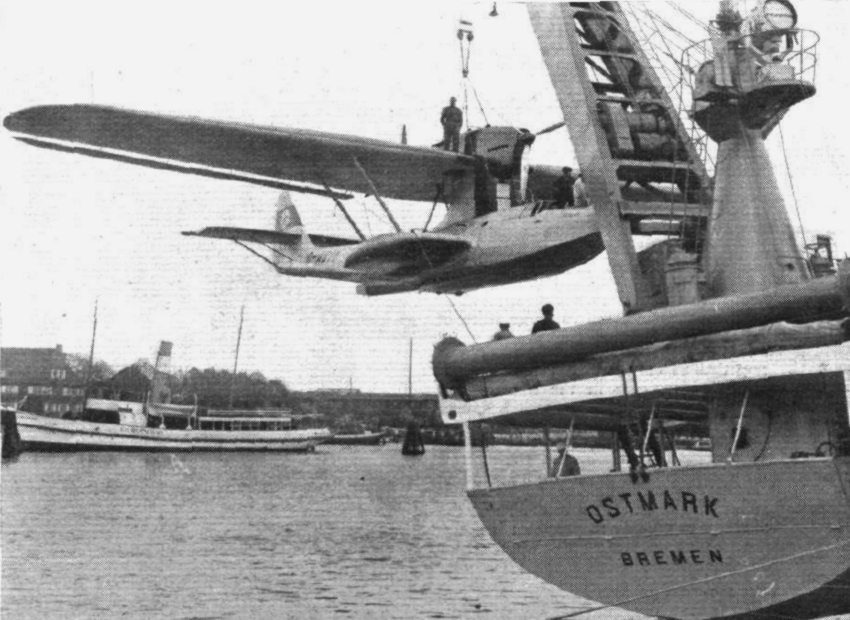
Eine Do 18 wird bei Lübeck auf die Ostmark gehievt.

Am 22. Mai 1936 stellte die Lufthansa das Schiff in Dienst. Am 2. Juni verlegte es in den Südatlantik, wo es den Platz der Schwabenland vor Bathurst einnahm. Am 3. Juli erfolgte der erste planmäßige Start durch die Dornier Wal D-AGAT Boreas. (Die Schwabenland wurde 1936 zunächst zu den Azoren verlegt, später in die Nähe von New York, um für den geplanten Nordatlantik-Postdienst zweimotorige Dornier Do 18 zu katapultieren. Noch 1936 kehrte sie auf die Südamerika-Position zurück. 1937 und 1938 nahm sie erneut an Nordatlantiktests mit viermotorigen Blohm & Voss Ha 139 teil.)
Die Ostmark war bis zum Ausbruch des Zweiten Weltkriegs nur in Bathurst stationiert und betreute in dieser Zeit insgesamt etwa 300 Postflüge. Nur für Überholungszeiten im Frühjahr war sie durch Schwabenland (1937 und 1939) bzw. Westfalen (1938) ersetzt worden. Im August 1939 war sie gerade wieder auf der Station eingetroffen.

## Das Unglück vom 12. März 1937
Am 12. März 1937 ereignete sich ein schweres Unglück.  Die Heinkel He 111 Postmaschine „Rostock“ (D-ALIX) kam mit einer Ladung Post von Las Palmas de Gran Canaria und erschien um 2:10 Uhr früh über Bathurst, wo sie in geringer Höhe mehrere große Kreise über der Stadt drehte, dann aber in südwestlicher Richtung über den Hafen hinweg flog und danach nicht mehr gehört oder gesehen wurde.  Die Ostmark stand in Funkverkehr mit dem Flugzeug, das von Flugkapitän Alfred Viereck geflogen wurde. Zur Besatzung gehörten außerdem der Kopilot Richard Rebbentrost und der Funker Kurt Bichner.  Ebenfalls an Bord war der vom Urlaub zurückkehrende Zweite Offizier der Ostmark, Hans Hemmann. Kurz nach dem Verschwinden der „Rostock“ begannen ein anderes Lufthansa-Flugzeug und ein Lufthansa-Boot, das Mündungsgebiet des Gambia abzusuchen.  Gegen 10:30 Uhr wurden Wrackteile der „Rostock“ einige Kilometer südöstlich der Hafenmole im Fluss entdeckt. Im Lauf des Tages wurden verschiedene Wrackteile und etwa 90 % der Postladung geborgen, aber die vier Mann der Besatzung wurden nie gefunden. Die Post wurde auf der Ostmark getrocknet und am Abend desselben Tages mit der nächsten Dornier Wal nach Südamerika geflogen.

## Kriegsausbruch und Versenkung
Das Schiff befand sich bei Ausbruch des Zweiten Weltkriegs am 1. September 1939 im Hafen der Insel Bolama im neutralen Portugiesisch-Guinea, ging dann am 6. September nach Las Palmas auf den (spanischen) Kanarischen Inseln und blieb dort ein Jahr lang.
Am 1. September 1940 wurde die Ostmark von der deutschen Luftwaffe requiriert. Am 3. September versuchte sie, befehlsgemäß, in das besetzte Frankreich durchzubrechen. Dies gelang und die Ostmark erreichte am 19. September die Gironde bei Le Verdon-sur-Mer. Am 23. September 1940 verließ sie Le Verdon, um nach Brest zu verlegen, wo sie die dortige Luftwaffenaufklärung mit Flugbooten unterstützen sollte. Bei der Fahrt wurde sie von den beiden Minensuchbooten M 6 und M 12 gesichert. Am 24. September wurde die Ostmark in der Nähe der Insel Île d’Yeu vor der Küste der Vendée, südwestlich von Saint-Nazaire, morgens um 5:42 Uhr von dem britischen U-Boot Tuna torpediert. Das Schiff sank um 8:10 Uhr auf der Position 47° 1′ N, 3° 2′ W. Die Besatzung konnte bis auf einen Mann gerettet werden.
Das Wrack wurde im Jahre 2002 von Tauchern der französischen „Groupe de recherches et d’exploration maritime“ gefunden.